# Liliana Mincă
Liliana Mincă (n. 11 mai 1969

) este un deputat român, ales în 2012 din partea grupului parlamentar Democrat și Popular.
A absolvit un liceu industrial după care s-a angajat în 1988 ca muncitoare la Uzina Steaua Roșie, într-o perioadă în care marile orașe erau închise, ea fiind din județul Botoșani. Imediat se detașează ca muncitor practicant la Ministerul Industriei Electrotehnice si Electronice, unde devine dactilografă. A fost secretara lui Victor Stănculescu până în 2000.